# Chongwe (Sambia)
Chongwe ist eine recht weitläufige Stadt am Fluss Chongwe in der Provinz Lusaka in Sambia mit 57.443 Einwohnern (2022). Sie liegt etwa 1100 Meter über dem Meeresspiegel und ist Sitz der Verwaltung des gleichnamigen Distrikts. Sie liegt an der Great East Road 90 Kilometer östlich der Hauptstadt Lusaka.

## Wirtschaft
Die Stadt Chongwe hat einen täglichen Markt und zahlreiche Geschäfte, Dunavant Baumwolle und Saaten, fünf Agrarversorger, Restaurants und Bars.

## Infrastruktur
Die Stadt Chongwe liegt an der asphaltierten Great East Road. In der Stadt gibt es eine ungeteerte, 1.200 Meter lange Flugpiste, Grund- und Sekundarschulen, Krankenhäuser, Tankstellen und Elektrizität.

## Tourismus
Am Fluss Chongwe liegen zahlreiche Lodges. Er ist das Naherholungsgebiet von Lusaka und eher lieblich, ein scharfer Kontrast zur Wildheit des Sambesitales, in das er reicht. Er mündet direkt bei Mana Pools in den Sambesi und bildet die Grenze des Unteren-Sambesi-Nationalparks. Der dominierende Stamm sind die Soli.